# Eljövendő dolgok (Lost)
2008. április 24-én került először adásba az amerikai ABC csatornán a sorozat 79. részeként. Drew Goddard és Brian K. Vaughan írta, és Jack Bender rendezte. Az epizód középpontjában Ben áll.
|  | Alább a cselekmény részletei következnek! |

## Az előző részek tartalmából
Locke és társai megtudták a hajón tartózkodó emberek célját: Ben felkutatása, majd a szigeten lévő emberek meggyilkolása. Fény derült a hajón kémkedő Kevin Johnson kilétére is, aki nem más mint Michael Dawson. A férfi Linus megbízásából tartózkodik a fedélzeten. Benjamin a közeledő veszély elől elküldte Alexet, Karlt és Rousseau-t a templomhoz, az úton azonban megtámadták őket. Karlt megölték. Danielle is kapott egy golyót, de az nem derült ki, hogy az életébe került-e. Alex kétségbeesésében feladta magát, felfedve, hogy ő Ben lánya.

## A folytatás
Kate épp mosakodik, mikor meglátja Jacket, aki a sátrába tart némi gyógyszerért. A lány felkeresi a dokit és megjegyzi, hogy aggódik Jarrahék miatt, akik még mindig nem tértek vissza. Shephard elmondja, amikor utoljára beszélt az irakival, Sayid azt mondta, nem működik a motor. Jack úgy gondolja, éppen a megszerelésén ügyködnek és próbálnak rájönni, hogy mi a francért nem tudnak kapcsolatba lépni a szigettel. Miközben beszélgetnek a megmentőikről, meghallják Bernard segélykérő kiáltásait. A fogorvos egy partra sodort hullát talált, akit Dan a hajó orvosaként "Ray" azonosít. 
A faluban John, Sawyer és Hurley a rizikó társasjátékkal próbálnak kikapcsolódni. Eközben Alex támadói elérik a barakkokat védő szonárkerítést, s megparancsolják a lánynak, hogy kapcsolja ki a veszélyforrást. A szobában, ahol az előbbi személyek játszanak, megcsörren a telefon. Locke felveszi, de csak egy hangot hall, ami ezt ismételgeti: 14-J. Átviharzanak a zongorázó Benhez, majd a kopasz elmondja, a telefonban egy hang a 14-J kódot hajtogatta. Linus felpattan, kivesz a zongoraszékből egy shotgunt, majd kiadja a parancsot, hogy menjenek át a másik házba, onnan jobban tudják védeni magukat. John értetlenül áll, mire Benjamin kiböki, hogy az ellenség megérkezett.
Flashforward Ben a Szahara közepén ébred lihegve, vacogva, egy vastag kabátban, amin egy Dharma jel található. A jobb karján vérző seb van, a vér még a kabáton is látszik. Patadobogás hallatszik, és megjelenik két lovas fegyverrel a kezükben. Benjamin magyarázkodna, de nem értik őt. Egyikük megmotozza a férfit, s talál valami gyanúsat a zsebében. Linus előveszi a kis eszközt, majd váratlanul kicsapja a viperát, ráüt az őt megmotozó férfira, aztán a fegyverével lelövi a másik lovast. Az egyik arab fejkendőjével beköti sebét, utána pedig felül a lóra és elvágtat.

Littleton háza felrobban

Ben elmagyarázza, hogy a 14-J egy figyelmeztető rendszer, amit úgy látszik, valaki aktivált. Sawyer felhozza, hogy szólni kéne Rousseau-éknak, de Linus szerint ők már biztonságban vannak. James így Claire keresésére indul. Locke is vele tartana, de Benjamin visszatartja őt, mivel szerinte ha élni akarnak, akkor az ő (Ben) közelében kell tartózkodnia, hiszen őt nem támadják meg. Daniel és Charlotte nem értik, hogy halhatott meg a doki, hiszen amikor utoljára látták, még élt és virult. Juliet megkérdezi, hogy sikerült-e megjavítani a telefont. Dan közli, hogy nem, csak ti és tá (tehát Morse) kódot tudnának vele küldeni. Faraday és Kate elindulnak felkutatni a szükséges dolgokat, Jack pedig félrehívja Bernardot. John és Ben veszettül pakolják a nehezebbnél nehezebb berendezéseket az ajtó elé. Hurley nem érti, így Sawyer hogy fog bemenekülni hozzájuk, erre Linus közli, hogy sehogy. James a házak között rohangálva rátalál egy túlélőre, s megkérdi, nem látta-e Clairet. A srác értetlenkedik, a következő pillanatban pedig lelövik. Ford fedezékbe húzódik, eközben még két túlélőt lelőnek. Sawyer Claire nevét kiáltozva szalad a golyózáporban, közben minden lehetséges helyre elbújik. Az egyik pillanatban a fák mögül előbukkan egy rakétavető, a következő másodpercben pedig már Littleton háza felrobban, és összeroskad.
Flashforward Ben Tozeurban (Tunézia) bejelentkezik egy hotelbe. Dean Moriarty néven egy hamis útlevéllel. A recepciós megkérdezi, segíthet-e valamiben még, mire Benjamin az aktuális dátum után érdeklődik. A nő elmondja, hogy 2005. október 24-e van. Linus épp a lépcsőn menne fel, mikor a TV-ben meghall egy ismerős nevet: Sayid Jarrah. Az iraki a riportereket kéri, hogy hagyják, hadd temesse el nyugalomban a feleségét.
Ben még mindig akadályokat tol az ajtó elé, miközben elmagyarázza Johnnak, azért kell neki túlélnie, hogy később Hurley segítségével megtalálják Jacob kunyhóját. Sawyer a ház romjai között megtalálja az eszméletlen Clairet. Gyorsan felkapja, aztán rohanni kezd vele Benjaminék felé. Ők azonban nem nyitnak ajtót, ezért Hugo kidob egy széket az ablakon keresztül, hogy ott bemásszanak. James már épp azon van, hogy kipenderítse Linust a támadóiknak, de hirtelen megszólal a csengő. Egy pillanatra kinyitják az ajtót és berántják Milest, akit a katonák szabadítottak ki, hogy átadjon Bennek egy walkie-talkiet.
Flashforward Ben megérkezik Tikritbe (Irak), ahol Nadia koporsóját az utcákon viszik körbe a gyászoló tömeg kíséretében. Linus felsiet az egyik háztetőre, előkapja a fényképezőgépét, és egy, az utca túloldalán álló férfit kezd el fotózni. A tömeg épp alatta halad el, ezért Ben az egyik koporsót cipelő embert is lefotózza, aki nem más, mint Sayid. De mivel az iraki éppen felé nézett, megláthatta őt is, ezért rejtekbe húzódik, majd leszalad a lépcsőn. A ház mögött viszont Jarrah elkapja őt, és magából kikelve üvöltözik, mert azt hiszi, hogy ismét egy paparazzo zaklatja. Ekkor veszi észre, hogy Bent teperte le. Meg is kérdezi, hogy mit csinál Irakban. A férfi elmondja, hogy Nadia gyilkosát akarja megtalálni. Elbújnak egy fal mögé, és ott beszélgetni kezdenek. Linus elmondja, hogy Charles Widmore egy embere, Ishmael Bakir gázolta el Nadiat, és ezt egy fényképpel is alátámasztja.
Linus nem akar a támadóival beszélni, az sem hatja meg, hogy elkapták egy emberét, mert szerinte bármelyikük feláldozná magát a szigetért. Miles viszont felvilágosítja Benjamint, hogy Alex a fogoly. A férfi hozzáállása egy csapásra megváltozik, elveszi a készüléket és kapcsolatba lép Keamyvel. A katona az ablakhoz irányítja őt, hogy szemtől szembe végezhessék párbeszédüket. Charles embere közli a feltételeket: Linus feladja magát, cserébe senki mást nem bántanak. Ben azonban nem hisz neki, mivel ismeri őt. Ezt alátámasztandó felsorolja Martin Christopher Keamy életének fontosabb állomásait. A zsoldos következő lépésként magához hozatja Alexet, aki meghal, ha Benjamin nem engedelmeskedik. A férfi előáll egy javaslattal: a katonák menjenek vissza, és felejtsék el a Szigetet. Martin odaadja a walkie-talkiet a lánynak, hogy búcsúzzon el apjától. Alex sírása semmit sem használ, apja csak nyugtatni próbálja, mondván, ő ura a helyzetnek. Keamy 10 másodpercet ad, ezt Ben arra használja, hogy elmondja, Alex nem a lánya, őt csak elrabolta, nem jelent neki semmit, tehát ha meg akarja ölni, akkor tegye. A zsoldos nem hatódik meg, fejbe lövi a foglyát, majd elsétál. Linus arcára kiül a végtelen döbbenet, szomorúság, majd ezt felváltja a harag. Azt mondja, hogy Widmore megváltoztatta a szabályokat, majd bevonul a rejtett szobájába, a többieket kizárja egy fémajtóval, széthúzza a ruháit, majd a mögöttük lévő falat elhúzva felfed egy hatalmas, hieroglifákkal díszített kőtáblát. Ezt benyomva belép a sötétségbe.
Flashforward Ben egy kávézóban figyeli Bakirt. A férfi feláll és beveti magát a bazárba. Benjamin követi őt, de Ishmael kiszúrja, hogy követik. Eltűnik üldözője szeme elől, majd hirtelen feltűnik mögötte, pisztolyt szegezve a hátának. Linus bemutatkozik neki és megkéri, hogy adjon át Widmore-nak egy üzenetet. Ekkor megjelenik Sayid, és lelövi felesége gyilkosát. Ben távozni készül, Jarrah viszont megállítja, mivel szeretne bosszút állni a Nadia haláláért felelős embereken. Linus végül elfogadja a segítséget, s vigyorogva elsétál.
Claire magához tér, s Ben is megjelenik tetőtőt talpig koszosan. Tudatja a többiekkel, hogy 1 percen belül, amikor parancsot ad, ki kell vonulniuk az udvarra. Az emberek értetlenkednek, majd a következő pillanatban megremeg a föld, és a szörny hangja hallatszik. Benjamin kinéz az ablakon, s látja, hogy a több tíz méter hosszú (lehet talán 100 m is) füst leereszkedik a talajszintre, benne villámok cikáznak. Amint elszáguldott a ház mellett, kiszaladnak az épület elé. Hallják, és látják, ahogy a füst elkapja az üvöltöző katonákat. Egyikük kiszalad a fák közül, visszafordulva belelő párat a szörnybe, de az elkapja őt, és visszahúzza a rengetegbe. A túlélők és Miles elmenekülnek, Ben viszont ott marad, hogy elbúcsúzzon halott lányától. Időközben a kiáltások elhalkulnak, majd a füst hangja is elhal. Linus sírva lecsukja lánya szemhéját, ad egy puszit a homlokára, aztán könnyel teli szemmel néz a távolba.
A parton mintha semmi sem történt volna, folyik tovább az élet. Daniel Morse-kóddal üzenetet küld a hajóra: „Mi történt az orvossal?” Hamarosan érkezik is a válasz, ami a doktor állapotára nem ad választ, de megnyugtatja az embereket, hogy barátaik jól vannak, a helikopter pedig reggel érkezik. Bernard azonban felfedi, hogy az üzenet nem ezt jelentette, hanem a következőt: „Miről beszélsz? Az orvosnak semmi baja.” Jack kérdőre vonja a fizikust, majd megkérdezi, egyáltalán meg akarják-e őket menteni. Dan azt válaszolja, hogy nem. Shephard fájdalmakkal küszködve odébbáll.
Közben a dzsungelben Sawyer, Claire, Aaron, Hurley, Miles és Locke Benre várnak. A megjelenése után John részvétét fejezi ki, de egyúttal megkérdezi, miért hazudta neki Benjamin azt, hogy nem tudja, mi a szörny. Linus szerint Jacob megadja a válaszokat. James megelégelte a kalandokat, így felhozza, hogy társaival visszamegy a partra. A kopasz nem engedi, hogy Hugo is visszatérjen, mivel ő segít a kunyhó megtalálásában, ezért egy kisebb konfliktus is kialakul Ford és ő közte. Végül a helyzet megoldódik, az egyik csapat elindul a partra, Ben, Locke és Hurley pedig bevetik magukat a dzsungelbe, hogy felkutassák a házat.
Flashforward Benjamint most Londonban láthatjuk, amint az éjszaka közepén kiszáll a taxiból. Besétál egy elegáns épületbe, ahol a portás fogadja. Linus elmondja, hogy Kendrickékhez jött, de ezt a portás furcsállja. Végül elengedi Bent, aki beszáll a liftbe, majd megbütyköli a zárat, így feljut a legfelső szintre. Ott kinyitja az ajtót, belép a lakosztályra, majd felébreszti az ágyban fekvő embert, Charles Widmoret. Charles közli, már várt a látogatójára. Felteszi a kérdést, azért jött-e, hogy megölje? Benjamin elmondja, hogy nem, mert azt nem tehet. Azért érkezett, hogy elmondja, meg fogja ölni Widmore lányát, Penelopet, mert a kopaszodó is meggyilkolta az övét. Így át fogja érezni azt a szenvedést, amit anno ő is átélt. A férfi ezt lehetetlennek tartja, mivel Ben azt sem tudja, hol keresse őt. Linus távozni készül, ekkor a pizsamás közli, hogy a Sziget mindig is az övé volt, és az is lesz. Minden, amivel Ben rendelkezik, azt tőle szerezte. Benjamin tudatja, hogy a Szigetet nem fogják megtalálni, mind a ketten még sokáig fogják keresni. Végezetül szép álmokat kíván Charlesnak, majd távozik.
|  | Itt a vége a cselekmény részletezésének! |